# St. Martin, Minnesota
St. Martin är en ort i Stearns County i Minnesota. Vid 2020 års folkräkning hade St. Martin 312 invånare.